# لیدیا کارامچاکووا
لیدیا کارامچاکووا (روسی: Лидия Карамчакова؛ زادهٔ ۱۷ فوریهٔ ۱۹۶۸) کشتی‌گیر اهل تاجیکستان است.